# Louis Palander
Adolf Arnold Louis Palander af Vega (født 2. oktober 1842 i Karlskrona, død 7. august 1920 i Djursholm) var en svensk søofficer og polarrejsende.
Palander blev sekondløjtnant i flåden 1864, og deltog 1868 og 1872-1873 i Nordenskiölds ekspeditioner til Spitsbergen. Planen for den sidste ekspedition var, med det nordligste Spitsbergen som udgangspunkt, at trænge frem mod Nordpolen med rensdyr. Palander førte Polhem, der på grund af svære ishindringer ikke kunne føres så langt mod nord som beregnet, og man blev tvunget til at overvintre i Mosselbugt. Palander deltog i vandringen over Nordostlandets indlandsis. På denne ekspedition lagde Palander så fremragende dygtighed for dagen, at han blev udnævnt til fører af Vega på Nordenskiölds store ekspedition 1878-1880 omkring Europa og Asien.
Æren for gennemførelsen af Nordøstpassagen må Nordenskiöld dele med Palander, "Vega"s udrustning var Palanders værk, og hans sømandsøje førte ekspeditionen uskadt gennem alle vanskeligheder, såvel i den farlige sejlads som i den tvungne overvintring på den åbne kyst. Hans virksomhed fandt velfortjent påskønnelse, idet han adledes med navnet "Palander af Vega" og hædredes med en nationalbelønning. I 1882 var han på Spitsbergen med kanonbådene "Urd" og "Verdandi" for at oprette den svenske meteorologiske station i Isfjorden.
Foruden sin virksomhed som polarfarer var han en meget anvendt søofficer. Han gennemgik alle grader, blev kontreadmiral 1900, viceadmiral 1903 og admiral 1910. Palander har været overadjutant hos kong Oscar 2., 1901-1905 statsråd og chef for søforsvarsdepartementet.
Da 40-årsdagen for Vegas tilbagekomst fejredes 1920, oprettede "Svenska Sällskapet for antropologi och geografi" et fond ved navn Louis Palanders af Vega Fond, som Palander bestemte skulle have samme anvendelse som Vegafonden, nemlig at fremme og opmuntre geografisk forskning.